# 자주괴불주머니
자주괴불주머니(Corydalis incisa)는 현호색과의 식물이다. 두해살이풀로서 줄기의 높이는 50cm 가량이다. 뿌리잎은 2회 3출겹잎인데, 작은잎은 더 불규칙하게 갈라져 있다. 꽃은 좌우대칭의 통꽃으로, 4개의 꽃잎 가운데 바깥둘레의 위쪽 꽃잎 밑부분은 떨어져 있다. 6개의 수술은 3개씩 합쳐져 있다. 4-6월경에 여러 개의 홍자색 꽃이 줄기 끝에 총상꽃차례를 이루면서 달린다. 열매는 삭과로 8-9월에 익는다. 주로 산이나 들의 그늘진 습지에 많으며 제주·전남·전북 등지에 분포하고 있다.